# アオサハギ属
アオサハギ属 (学名：Brachaluteres) は、フグ目カワハギ科の属の一つ。インド洋と太平洋から小型の4種が知られる。

## 形態
体長10cm未満の小型種が分類される。体は側扁した円形で、フグ科魚類のように水を吸い込んで体を膨らませることができる。鰓孔は胸鰭基部よりも上方にある。体色はピンクがかった色や緑、黄色、白色など様々。体には白色や黒色の点と線が入る。

## 分布・生態
インド洋と西太平洋に分布する。泳ぎは苦手で、海底付近にいる事が多い。岩礁や藻場、人工物の付近に生息する。夜は海藻を口にくわえて眠る。雑食で、藻類、小型の甲殻類などを捕食する。

## 分類
4種が分類されている。日本からはアオサハギのみが知られる。
- Brachaluteres fahaqa
(E. Clark&Gohar,1953)
- Brachaluteres jacksonianus
(Quoy&Gaimard,1924) (Pygmy leatherjacket)
- Brachaluteres taylori
(Woods,1966) (Taylor's inflator filefish)
- アオサハギ Brachaluteres ulvarum
(D. S. Jordan&Fowler,1902) (Japanese inflator filefish)